# Nughedu San Nicolò
Nughedu San Nicolò (sardisk: Nughèdu) er en by og en kommune (comune) i provinsen Sassari i regionen Sardinien i Italien. Byen ligger i 577 meters højde og har 819 indbyggere (2016). Kommunen har et areal på 67,89 km² og grænser til kommunerne Anela, Bono, Bonorva, Bultei, Ittireddu, Ozieri og Pattada.